# Chaetodermina setosa
Chaetodermina setosa är en skalbaggsart som beskrevs av Moser 1907. Chaetodermina setosa ingår i släktet Chaetodermina och familjen Cetoniidae. Inga underarter finns listade i Catalogue of Life.